# Solpuga roeweri
Solpuga roeweri är en spindeldjursart som beskrevs av Fage 1936. Solpuga roeweri ingår i släktet Solpuga och familjen Solpugidae.

## Underarter
Arten delas in i följande underarter:
- S. r. majora
- S. r. roeweri